# バレンドゥフト
バレンドゥフト（グルジア語: ბალენდუხტი）は、サーサーン朝王女でイベリア王国の妃。
バレンドゥフトはサーサーン朝のホルミズド3世の娘。若い頃、イベリアの支配者であるヴァフタング1世と結婚し、後のイベリア王ダチという子供が1人いた。しかし、バレンドゥフトは、ダチと双子の姉妹の出産が原因で亡くなった。名前の語源は不明。